# Hurlstone Park
Hurlstone Park – geograficzna nazwa dzielnicy (przedmieścia), położona na terenie samorządu lokalnego Ashfield i Canterbury, wchodzących w skład aglomeracji Sydney, w stanie Nowa Południowa Walia, w Australii.

## Galeria

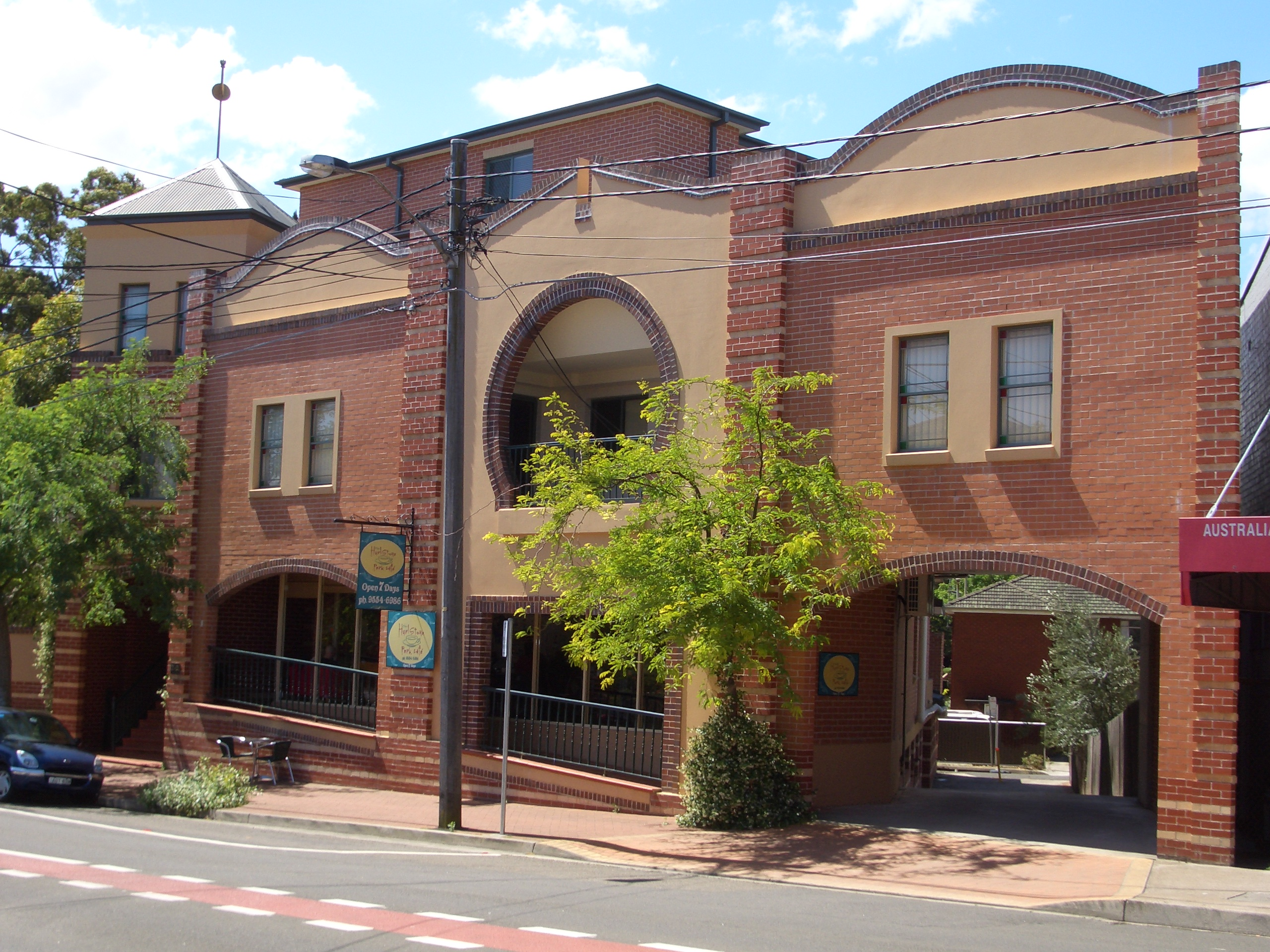
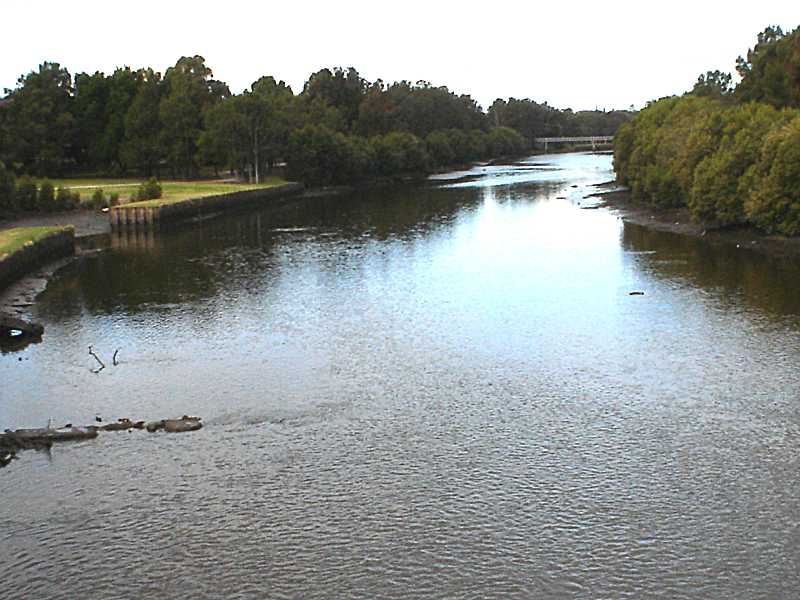
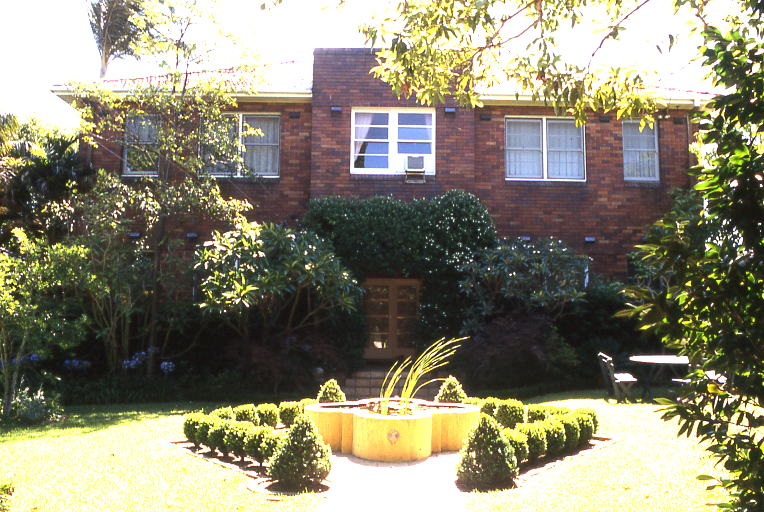